# سیارک ۱۷۲۶۲
سیارک ۱۷۲۶۲ (به انگلیسی: 17262 Winokur، نامگذاری:2000JS62) هفده هزار و دویست و شصت و دومین سیارک کشف شده‌است که در ۹ مه ۲۰۰۰ کشف شد.
قدر مطلق سیارک برابر ۱۷.۸ است.